# غلين بي. هام
غلين بي. هام (بالإنجليزية: Glenn B. Hamm)‏ هو فنان أمريكي، ولد في 30 مايو 1936، وتوفي في 1980 بسبب تصلب جانبي ضموري.